# Neu-Feffernitz

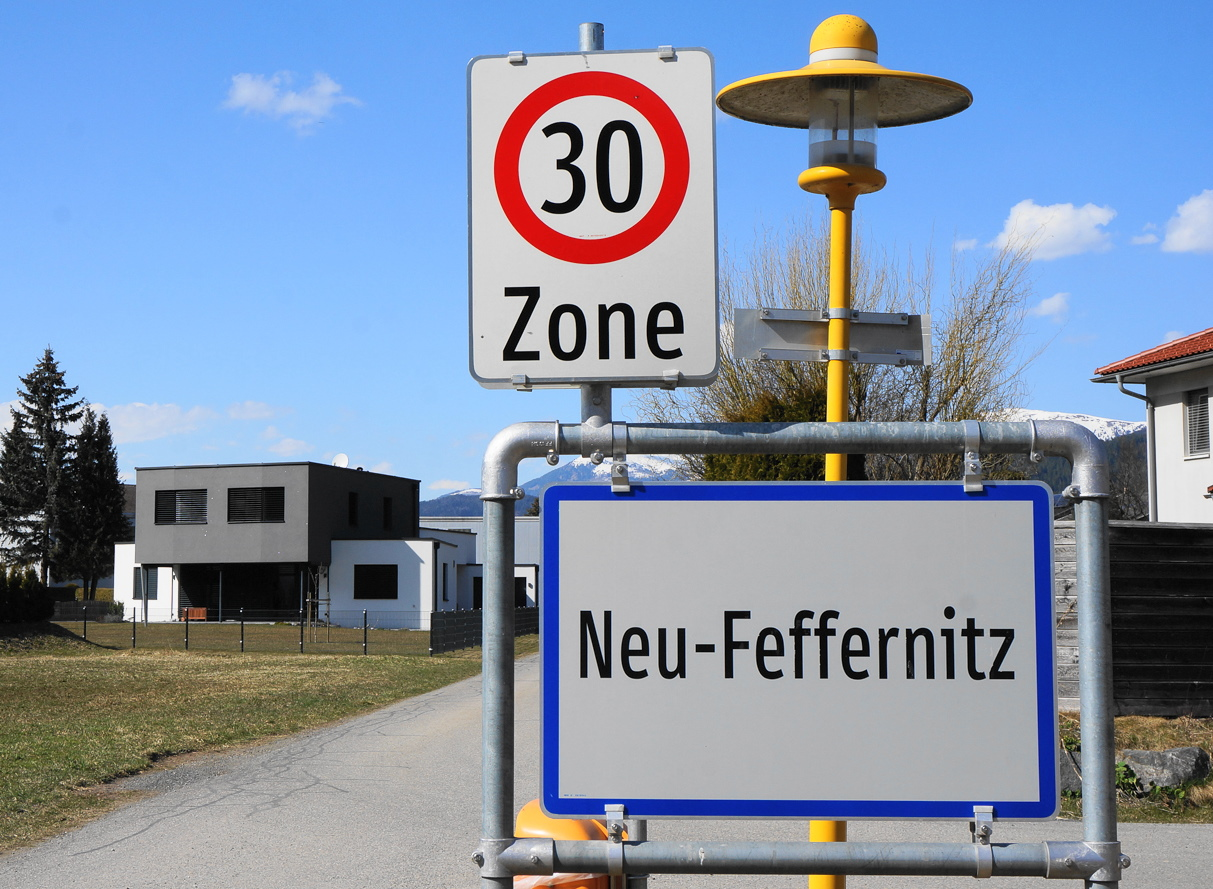
Ortstafel

Neu-Feffernitz ist ein Dorf und eine Ortschaft in der Gemeinde Paternion mit 1154 Einwohnern (Stand 1. Jänner 2024) im Bezirk Villach-Land in Kärnten, Österreich. Die Postleitzahl 9710 teilt sich das Dorf mit anderen Orten wie Feistritz an der Drau und Feffernitz.

## Geographische Lage
Neu-Feffernitz liegt im unteren Drautal und in unmittelbarer Nähe zur Drau. Der Ort wird vom einwohnerärmeren Feffernitz durch die Drautal Straße getrennt. 

## Verkehr
Die nahegelegenen Haltestellen Feffernitz Mühlboden, Feffernitz Ortsmitte und Unterfeffernitz werden von der Linien 5121 und 5171 angefahren.